# Frederick Konrad, Prinț de Saxa-Meiningen
Konrad, Prinț de Saxa-Meiningen, Duce de Saxonia (Johann Friedrich Konrad Carl Eduard Horst Arnold Matthias; germană Konrad, Prinz von Sachsen-Meiningen, Herzog zu Sachsen; n. 14 aprilie 1952) este un om de afaceri german și actualul șef al Casei de Saxa-Meiningen.

## Prinț de Saxa-Meiningen
Prințul Konrad s-a născut la Ziegenberg, Hesse, ca fiul cel mic al Prințului Bernhard de Saxa-Meiningen. Deși a fost al doilea fiu al tatălui său, pentru că prima căsătorie a tatălui său a fost una morgantică, Prințul Konrad a devenit moștenitorul șefiei Casei de Saxa-Meiningen; fratele său mai mare, Prințul Friedrich Ernst (1935-2004) nu a deținut drepturi dinastice.
După decesul tatălui său la 4 octombrie 1984, Prințul Konrad a succedat la șefia Casei de Saxa-Meiningen. În 1996, Prințul Konrad a început procedurile legale  împotriva guvernului rus solicitând reabilitarea proprietății care i-a fost expropriată după Al Doilea Război Mondial de către Uniunea Sovietică.

## Educație și carieră
Prințul Konrad a studiat economia la Universitatea din Heidelberg și managementul afacerilor la Universitatea din Göttingen.
Profesional, Prințul Konrad este un bancher calificat care a lucrat pentru diverse bănci ca analist. Din 1998, el este un consultant independent specializat în restructurarea companiilor și a petrecut, de asemenea, timp de lucru în industria auto.

## Succesiune
Prințul Konrad este necăsătorit și nu are copii. Cea mai apropiată rudă masculină este nepotul său, Prințul Constantin (n. 1980), fiul fratelui său vitreg, Prințul Friedrich Ernst din a doua căsătorie cu Prințesa Beatrice de Saxa-Coburg și Gotha, sora vitregă a lui Andreas, Prinț de Saxa-Coburg și Gotha.